# Mira qui parla
Mira qui parla (títol original: Look Who's Talking) és una comèdia estatunidenca dirigida per Amy Heckerling el 1989 i protagonitzada, entre d'altres, per John Travolta i Kirstie Alley. La pel·lícula, que es va estrenar el 13 d'octubre de 1989 i es va rodar a Vancouver (Canadà), compta amb les participacions de George Segal com el pare biològic del nen i amb Bruce Willis, que s'encarrega de posar veu al petit Mickey. Ha estat doblada al català.

## Argument
A Nova York, una jove comptable, Mollie Jensen, té una relació amb un dels seus clients, Albert, un home casat del qual és l'amant. Després de nou mesos d'embaràs, descobreix que Albert és promiscu i sorprès per casualitat amb una altra jove en un provador d'una botiga, just abans d'experimentar les primeres contraccions. Abans de parir, crida un taxi el xofer del qual, James Ubriacco, esdevé després el cangur del seu fill Mikey, el seu amic, després el seu amant. Un happy end té lloc quan James i Molliea tenen un nadó junts, una filla.

## Repartiment
| Actor original    | Personatge                |
| ----------------- | ------------------------- |
| Kirstie Alley     | Mollie Jensen             |
| John Travolta     | James Ubriacco            |
| Olympia Dukakis   | Rosie                     |
| George Segal      | Albert                    |
| Abe Vigoda        | Avi                       |
| Bruce Willis      | Mikey (veu)               |
| Twink Caplan      | Rona                      |
| Jason Schaller    | Mikey                     |
| Jaryd Waterhouse  | Mikey                     |
| Jacob Haines      | Mikey                     |
| Christopher Aydon | Mikey                     |
| Joy Boushel       | Melissa                   |
| Don S. Davis      | Dr. Fleisher              |
| Louis Heckerling  | Lou                       |
| Brenda Crichlow   | Secretària                |
| Sabrina Bailey    | Nadó de la caixa de sorra |